# نيلوفراوات
النيلوفراوات (الاسم العلمي: Nupharoideae) هي أسرة من النباتات تتبع فصيلة النيلوفرية من الرتبة النيلوفريات.

## أنواع
- النينوفر